# ムーン・パニック
『ムーン・パニック』（原題：Impact）は、ドイツ、アメリカ、カナダ合作のテレビドラマ（ミニシリーズ）。テレビ放映時等ではタイトルは『ムーン・パニック』だが、DVDのタイトルでは『IMPACT インパクト』となっている。

## あらすじ
1万年に1度と言われる規模の流星群が見られる夜、元NASAの科学者アレックス・キトナーは二人の子供たち(兄ジェイク、妹セイディ)とアメリカで、ドイツの科学者ローランド・エマソンと婚約者マルティナ・アルトマンはヨーロッパで、科学者のマディ・ローズはメキシコの天文台で、その世紀の天文ショーを観察していた。
流星群の中に別の天体が隠れていることをローズが発見するが、程なくしてその天体は月に衝突する。
月には肉眼でもはっきりわかるほどの大きな亀裂が入り、衝突によって発生した破片は地球の各地にも隕石として降り注いだ。
隕石を調べたローランドにより月に衝突しその大部分がまだめり込んだままの天体の正体が、直径僅か19kmながら地球の２倍の質量と強い磁気を持つ褐色矮星とわかる。
大きく楕円形に軌道が変わった月が地球に近づくと携帯電話を始め電子機器の混乱、異常な潮汐による津波など様々な被害が起き始める。
この事態への対応に世界中の優秀な科学者が集められる。アレックス、ローランド、マディにも招集が掛かるが、妻を亡くしていたアレックスは子供たちと離れることが心配なため躊躇する。
過去に恋人同士でもあったマディから「子供たちの未来のためにも参加すべきだ」と説得され、アレックスは子供たちを母方の祖父ロイドに託し招集に応じる。
調査の結果、大きく軌道を変えた月は39日後には地球に衝突することがわかる。
マルティナは妊娠していることをローランドに告げ二人はさっそく結婚をした。マルティナはローランドの実家に挨拶をするために渡欧し電車に乗り込む。しかし褐色矮星衝突の影響で起こった異常な事象で車両が宙を舞い、脱線して足止めを食らう。
彼女は旅の途中で偶然知り合ったアメリカ人のボブ・ピアスや他の乗客と一緒に米軍の輸送部隊の元まで避難することが出来た。
更にボブと輸送部隊の隊員の機転で輸送トラックの荷台に乗せてもらいローランドの元に向かえることになる。
アメリカ大統領エドワード・テイラーは軍人からの進言で核爆弾で褐色矮星を月から弾き飛ばす作戦を決断。アメリカ、ロシア、中国の核ミサイルを月に撃ち込むが敢え無く失敗。
第二の策としてアレックスが過去に研究していた人工的に無重力状態を発生させる装置で褐色矮星を月から排除する案が採用される。しかし装置の正確な位置への設置と操作のためにアレックスとローランドが月へ行く必要があった。
アレックスとローランド、それに女性宇宙飛行士コートニー・バタートンとロシア人宇宙飛行士セルゲイを加えて、無重力化装置を載せたソユーズロケットで無事に帰還出来る保証のないまま月に向かうことが決まる。
ジェイクとセイディは父親に会うためにロイドの運転する自動車でワシントンD.C.へ向かう。しかしこちらも異常な事象の影響で車両が宙に浮き事故を起こしてしまう。
喉が渇いたジェイクとセイディは事故現場近くの放棄されたコンビニエンスストアでペットボトルの水を飲もうとするが、コンビニに籠城していた男とトラブルを起こす。
孫の危機を察知したロイドが男を制圧するが、元々心臓発作の持病があったロイドは重篤な状態になってしまう。男は改心し子供たちをキトナーの元に届けることを約束するが、程なくしてロイドは亡くなってしまう。
ワシントンD.C.に到着したジェイクとセイディは、既に月へと飛び立ったアレックスと交信し親子の絆を確かめる。
月面に着陸したローランドとコートニーは機器の最適な設置場所に設置するために探査機に乗り込むが、誤って亀裂の深部に墜ちてしまう。
コートニーは亡くなり、ローランドは命は助かったものの探査機は故障し、帰還することが不可能になる。
ローランドは自らの命を諦め、帰還船のアレックスはやむなく機器を遠隔操作で起動させる。
褐色矮星は月から弾き跳び、月は反動で大きく二つに割れたが軌道は安定した状態に戻った。
危機一髪で月から脱出したアレックスとセルゲイは地球に帰還。アレックスは出迎えたマディと子供たちを固く抱きしめるのだった。

## 登場人物
アレックス・キトナー
演 - デヴィッド・ジェームズ・エリオット
元NASAの科学者。妻を亡くしている。愛情深い。作戦をNASAでしていた研究を応用する。
マディ・ローズ
演 - ナターシャ・ヘンストリッジ
科学者。災害対策本部のリーダーに任命される。
ローランド・エマソン
演 - ベンヤミン・サドラー
ドイツの科学者。
ロイド
演 - ジェームズ・クロムウェル
アレックスの養父。果敢な性格。病気を患っている。
ジェイク・キトナー
演 - オーウェン・ベスト
アレックスの息子。
セイディ・キトナー
演 - ナターシャ・カリス
アレックスの娘。
ボブ・ピアス
演 - ベンジャミン・アイレス
アメリカ人。
エドワード・テイラー
演 - スティーヴン・カルプ
大統領。
コートニー・バタートン
演 - ケンドール・クロス
女性宇宙飛行士。

## キャスト
| 役名                       | 俳優                               | 日本語吹替 |
| -------------------------- | ---------------------------------- | ---------- |
| アレックス・キトナー       | デヴィッド・ジェームズ・エリオット | 森田順平   |
| マディ・ローズ             | ナターシャ・ヘンストリッジ         | 安藤みどり |
| ローランド・エマソン       | ベンヤミン・サドラー               | 竹若拓磨   |
| マルティナ・アルトマン     | フロレンティーネ・ラーメ           | 高橋理恵子 |
| ロイド                     | ジェームズ・クロムウェル           | 勝部演之   |
| ジェイク・キトナー         | オーウェン・ベスト                 | 鵜澤正太郎 |
| セイディ・キトナー         | ナターシャ・カリス                 | 藤井結夏   |
| ボブ・ピアス               | ベンジャミン・アイレス             |            |
| エドワード・テイラー大統領 | スティーヴン・カルプ               |            |
| コートニー・バタートン     | ケンドール・クロス                 |            |

### その他日本語吹替
- てらそままさき
- 一柳みる
- 石田圭祐
- 後藤哲夫
- 川中子雅人
- 野島昭生
- 松井範雄
- 根本泰彦
- 家中宏
- 吉見一豊
- ふくまつ進紗
- 小室正幸
- きっかわ佳代
- 飯島肇
- 新田万紀子
- 滝知史
- 湯屋敦子
- 深水由美
- 井上剛
- ちふゆ
- 許綾香
- 植竹香菜

## 備考
褐色矮星の設定が白色矮星と混同しているような箇所や、褐色矮星の衝突によって地球より質量が大きくなった筈の月が地球の周りを公転するなど、科学考証は概ね不正確である。
インターネット・ムービー・データベースでもSci-Fiとしてはカテゴライズされていない。